# 薩蒙崖
薩蒙崖（英語：Salmon Cliff），是一个南極洲的山崖，起位於維多利亞地的博克格雷溫克海岸，處於哈勒特半島西部，由新西蘭探險隊命名，現在由南極條約體系管理。